# Orientaliska kyrkor
Orientaliska kyrkor, eller Österländska kyrkor, är de kyrkor som separerades från bysantinska rikets statskyrka och sedan har behållit sin identitet in i modern tid. Somliga av dem har från medeltiden och framåt lierat sig med den romersk-katolska kyrkan och utgör dennas unierade kyrkor.
Tillsammans med de östliga ortodoxa, östliga katolska och östliga protestantiska kyrkorna utgör de tillsammans östkyrkan.
Utifrån historien kan de orientaliska kyrkorna delas in i tre eller fyra grupper.
- Österns assyriska kyrka, samt den gren som unierat sig med Rom och benämns kaldeer.
- Orientaliskt ortodoxa kyrkor, inklusive de delar av syrisk-ortodoxa kyrkan som unierats med Rom.
- Maroniterna från Libanon anses härstamma från monotheletismen. Kyrkan är unierad med Rom.
- De tomaskristna i Indien kan eventuellt räknas som en fjärde grupp.